# تيرينس بروكس
تيرينس بروكس (بالإنجليزية: Terrence Brooks)‏ هو لاعب كرة قدم أمريكية أمريكي، ولد في 2 مارس 1991 في دونيلون في الولايات المتحدة.

## وصلات خارجية
- تيرينس بروكس على موقع مرجع كرة القدم المحترفة.كوم (الإنجليزية)